# 도가니

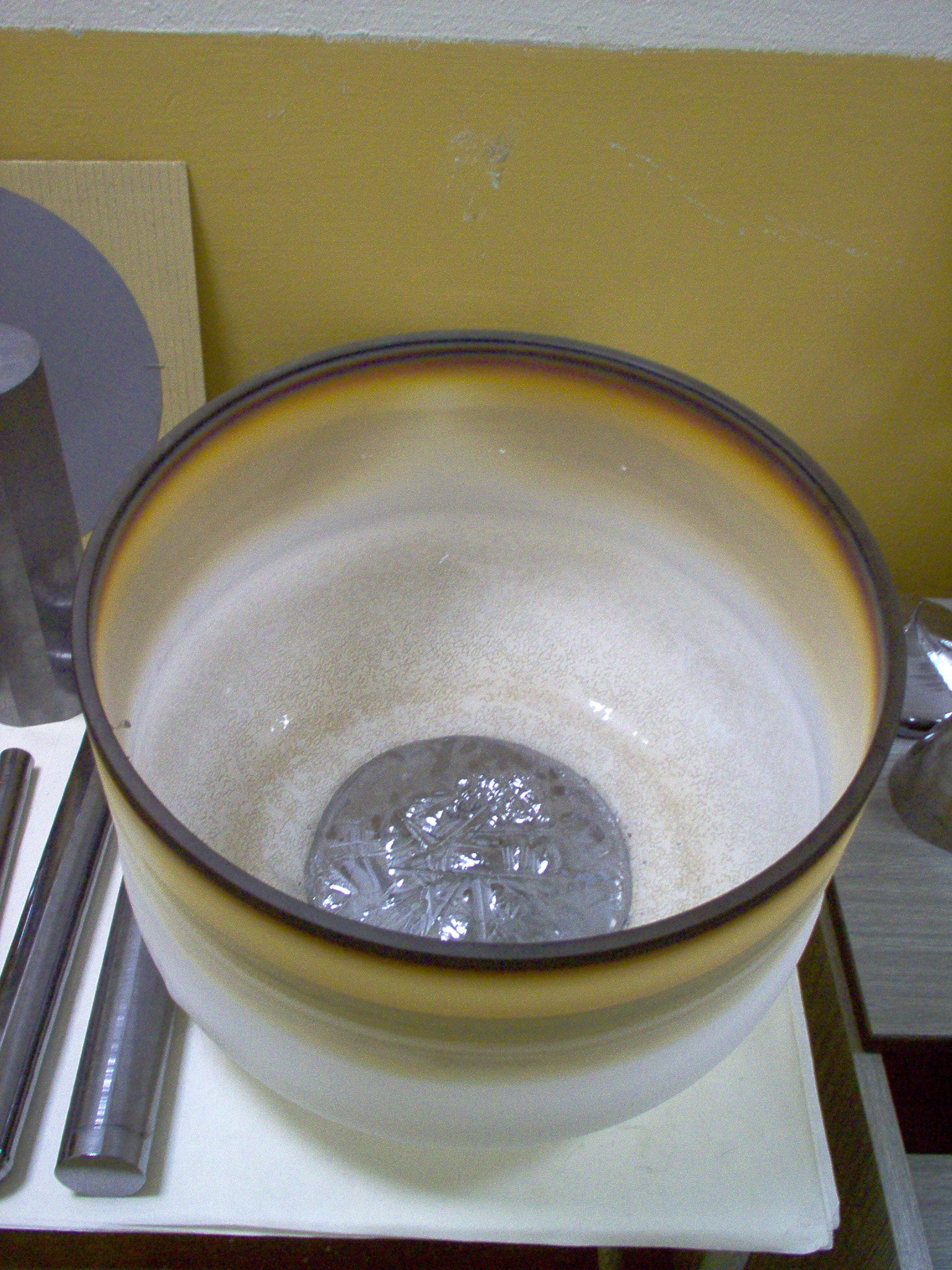
초크랄스키법을 통해 실리콘 주괴(鑄塊)를 만드는데 사용되는 현대의 도가니

도가니는 쇠붙이를 녹이는 그릇이다. 감과(坩堝)라고도 한다. 금속, 유리, 안료 생산뿐 아니라 수많은 현대의 연구소 공정에도 쓰이며 충분히 녹일 수 있을 만큼의 온도를 보유하거나 내용물을 변형할 수 있는 그릇이다. 역사적으로는 도가니는 점토로 만들었으나 물질을 녹이거나 변화시키는데 충분할 만큼의 온도를 견디는 어떠한 물질로도 만들 수 있다.